# Le Suspect (film, 1944)
Pour les articles homonymes, voir Le Suspect.
Pour plus de détails, voir Fiche technique et Distribution.

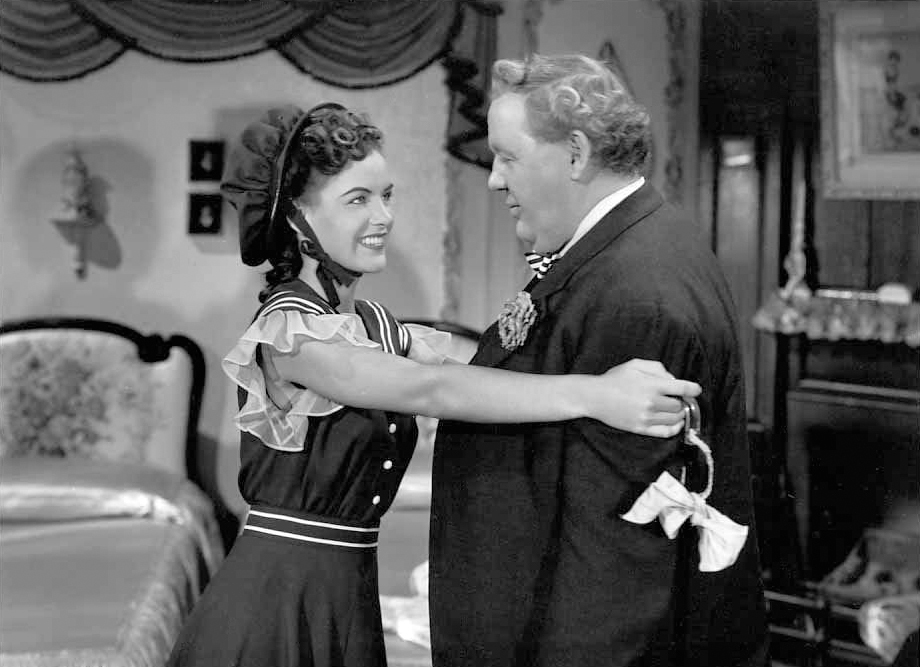
Ella Raines et Charles Laughton

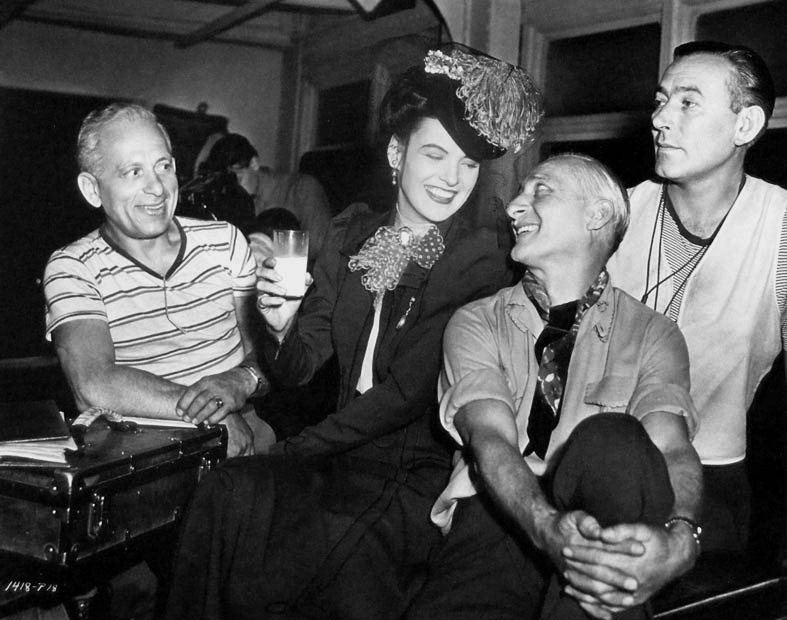
De g. à d. : Robert Lazlo (cadreur), Ella Raines, Frank Heisler (cadreur) et Paul Ivano (directeur de la photographie), sur le tournage du film

Le Suspect (titre original : The Suspect) est un film américain de Robert Siodmak réalisé en 1944, avec Charles Laughton et Ella Raines.

## Synopsis
Londres au début du XXe siècle. Philip Marshall (Charles Laughton) est un homme malheureux dans son mariage. Il rencontre Mary Gray (Ella Raines), une jeune chômeuse dépressive avec laquelle il développe une relation profonde bien que platonique. Cora (Rosalind Ivan), l'épouse de Philip, découvrant cette liaison, le menace néanmoins de la rendre publique et de l'exposer au scandale. Se sentant acculé, il assassine sa femme. Dès-lors, la chance semble sourire à Philip Marshall, mais pour combien de temps ?

## Fiche technique
- Titre original : The Suspect
- Titre français : Le Suspect
- Réalisation : Robert Siodmak
- Scénario : Bertram Millhauser et Arthur T. Horman (adaptation) d'après un roman de James Ronald
- Direction artistique : John B. Goodman et Martin Obzina
- Décorateur de plateau : Russell A. Gausman et Edward R. Robinson
- Costumes : Vera West
- Photographie : Paul Ivano
- Montage : Arthur Hilton
- Musique : Frank Skinner
- Production : Islin Auster et Howard Benedict producteur exécutif (non crédité)
- Société de production et de distribution : Universal Pictures
- Pays de production :  États-Unis
- Format : Noir et blanc - 35 mm - 1,37:1 - Son : Mono (Western Electric Recording)
- Genre : film noir
- Langue : anglais
- Durée : 85 minutes
- Dates de sortie :
  - États-Unis : 22 décembre 1944 (première à San Francisco)
  - États-Unis : 31 janvier 1945 (New York)
  - France : 21 août 1946
- Affiche : Jacques Bonneaud (France)

## Distribution
- Charles Laughton : Philip
- Ella Raines : Mary
- Dean Harens : John
- Stanley Ridges : inspecteur Huxley
- Henry Daniell : M. Simmons
- Rosalind Ivan : Cora
- Molly Lamont : Mme Simmons
- Raymond Severn : Merridew
- Eve Amber : Sybil
- Maude Eburne : Mme Packer
- Clifford Brooke : M. Packer

Acteurs non crédités
- Tommy Cook : l'enfant violoniste
- Vera Lewis : Hannah Barlow